# Nick Hurran
Nick Hurran (* 1959 in London, England) ist ein britischer Film- und Fernsehregisseur sowie Fernsehproduzent.

## Leben und Karriere
Nick Hurran arbeitet seit 1985 für die BBC vor allem im Bereich Fernsehserien. 1997 drehte er seinen ersten Spielfilm, die Filmkömödie Remember Me?, mit Imelda Staunton und Robert Lindsay in den Hauptrollen. Sein zweiter Film, Girls’ Night, wurde 1998 bei der Berlinale vorgestellt und befand sich dort im Wettbewerb um den Goldenen Bären. Von 2011 bis 2013 führte Hurran bei insgesamt fünf Episoden der Science-Fiction-Serie Doctor Who Regie, darunter auch Der Tag des Doktors. Er war auch Regisseur der beiden Sherlock-Fernsehfilme Sein letzter Schwur (2014) und Der lügende Detektiv (2017). Für seine Arbeit in der Episode Sein letzter Schwur wurde er 2014 für den Emmy nominiert.
Hurran ist verheiratet mit der Fernsehproduzentin Michele Buck, das Paar hat zwei Kinder.

## Filmografie (Auswahl)
Als Regisseur
- 1989–1990: Never the Twain (7 Episoden)
- 1994–1996: Outside Edge (22 Episoden)
- 1997: Remember Me?
- 1998: Girls’ Night
- 1999: Virtual Sexuality
- 2002: Grabgeflüster – Liebe versetzt Särge (Plots with a View)
- 2004: Die Ex-Freundinnen meines Freundes (Little Black Book)
- 2009: The Prisoner – Der Gefangene (The Prisoner, Miniserie, 6 Episoden)
- 2011–2013: Doctor Who (5 Episoden)
- 2012: Me and Mrs Jones (6 Episoden)
- 2014: Sherlock – Sein letzter Schwur (His Last Vow, Fernsehfilm)
- 2015: Fortitude (Episoden 1x09–1x10)
- 2015: Childhood’s End (Miniserie, 3 Episoden)
- 2017: Sherlock – Der lügende Detektiv (The Lying Detective, Fernsehfilm)
- 2018: Altered Carbon – Das Unsterblichkeitsprogramm (Altered Carbon, Episoden 1x02–1x03)